# Musée d'histoire naturelle de Bonaire
Le Musée d'histoire naturelle de Bonaire est un musée ouvert en 1885 situé à Kralendijk à Bonaire.

## Historique
Construit en 1885 par un propriétaire de plantation vénézuélien, le propriétaire, après la Seconde Guerre mondiale a été accusé de collaborer avec les nazis en transmettant les mouvements des navires de transport aux sous-marins allemands de la mer des Caraïbes avec un expéditeur-récepteur. Le propriétaire est arrêté au Venezuela et la propriété est confisquée. Puis, elle a été achetée par la famille Herrera en 1947, l'une des familles les plus influentes de Bonaire. À cette époque, la maison s'appelait la « maison Van der Ree ». Elle est devenue un petit magasin proposant de la viande provenant de la plantation de Washington, du charbon de bois, des légumes, des conserves, puis de la bière et de la limonade.
De nos jours, cette maison de ville est l’un des monuments historiques de Bonaire et abrite le musée d’histoire naturelle de Bonaire. Il conserve des objets indiens, des coquillages et des animaux marins, des oiseaux de Bonaire, des coraux, des fossiles de coquillages, des outils utilisés dans les plantations, des bouteilles antiques et bien plus encore.